# سولار یورومد
سولار یورومد (انگلیسی: Solar Euromed) شرکت برق فرانسوی است، که در سال ۲۰۰۷ تأسیس شد.